# Harad

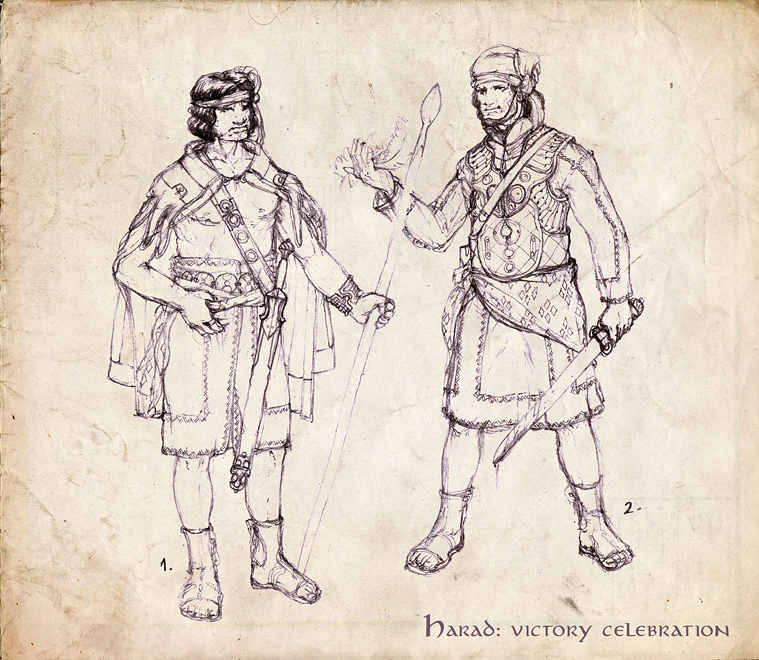
Twee Haradrim

Harad (Nederlands: 'Zuiden') is een fictief land in het werk van J.R.R. Tolkien.
Het Sindarijnse woord is afgeleid van het Quenya woord Hyarmen. Harad is de naam die in Gondor werd gegeven aan alle landen ten zuiden van de rivier de Harnen; een meer uitgebreide benaming was Haradwaith, (Nederlands: Landen van de Zuidelijke Volken).
De grote spin Ungoliant vluchtte volgens De Silmarillion en Nagelaten vertellingen naar Harad tijdens de Eerste Era waar zij zich zelf naar verluidt opat.
Wanneer en hoe de woestijnstammen van Harad in Haradwaith terechtkwamen is onbekend. Wel is bekend dat aan het einde van de Tweede Era toen de Laatste Alliantie van elfen, mensen en dwergen Sauron versloeg, de Haradrim reeds voor hem vochten.
De Haradrim (of Zuiderlingen) werden later door de Zwarte Númeneoranen uit Umbar overheerst waardoor de steun aan Sauron bleef. In de Derde Era vochten de Haradrim vaak tegen Gondor op bevel van Sauron met als doel Gondor zodanig te verzwakken zodat hijzelf terug kon keren naar Mordor.
De Haradrim werden door Sauron begeerd om hun grote eenheden cavalerie en de olifantachtige Mûmakil. In de Oorlog om de Ring werd een groot leger van de Haradrim ingezet bij de Slag op de Velden van Pelennor, waaronder een divisie cavalerie en vele Mûmakil.
Het gebied was volgens het bestek van de Dúnedain verdeeld in het Verre en het Nabije Harad en bevatte een lapwerk van kleine koninkrijken die allen herhaaldelijk tijdens de Derde Era met Gondor in oorlog waren. Na de Oorlog om de Ring werden de Haradrim echter door Elessar verslagen. In de eerste decennia van de Vierde Era werd er opnieuw langs de Harnen gevochten.
Aman · Belegaer · Beleriand · Cuiviénen · Eriador · Forod · Gondor · Harad · Hildórien · Mordor · Númenor · Rhovanion · Rhûn